# 戟葉抪娘蒿
戟葉抪娘蒿（学名：Sisymbrium orientale）为十字花科抪娘蒿屬下的一个种。